# Championnat du monde féminin de volley-ball des moins de 18 ans 2003
Navigation
Pula/Rijeka 2001 Macao 2005
Le 8e championnat du monde de volley-ball féminin des moins de 18 ans a eu lieu à Piła et Włocławek ( Pologne) du 9 au 17 août 2003.

## Final Four
|  | Demi-finales   | Demi-finales   |                        |   | Finale         | Finale         |
|  | Demi-finales   | Demi-finales   |                        |   | Finale         | Finale         |
|  |                |                |                        |   |                |                |
|  | 16 août (Piła) | 16 août (Piła) |                        |   | 17 août (Piła) | 17 août (Piła) |
|  | 16 août (Piła) | 16 août (Piła) |                        |   | 17 août (Piła) | 17 août (Piła) |
|  | États-Unis     | 1              |                        |   | 17 août (Piła) | 17 août (Piła) |
|  | États-Unis     | 1              |                        |   | 17 août (Piła) | 17 août (Piła) |
|  | Italie         | 3              |                        |   | 17 août (Piła) | 17 août (Piła) |
|  | Italie         | 3              | Italie                 | 1 |                |                |
|  | 16 août (Piła) |                | Italie                 | 1 |                |                |
|  |                | Chine          | 3                      |   |                |                |
|  | Chine          | Chine          | 3                      | 3 |                |                |
|  | Chine          |                |                        | 3 |                |                |
|  | Brésil         | 1              |                        |   |                |                |
|  | Brésil         | 1              | Match pour la 3e place |   |                |                |
|  |                |                |                        |   |                |                |
|  | 17 août (Piła) |                |                        |   |                |                |
|  |                |                |                        |   |                |                |
|  | États-Unis     | 2              |                        |   |                |                |
|  | États-Unis     | 2              |                        |   |                |                |
|  | Brésil         | 3              |                        |   |                |                |
|  | Brésil         | 3              |                        |   |                |                |

## Distinctions
- Meilleure marqueuse :  Senna Usić
- Meilleure contreuse :  Adenízia da Silva
- Meilleure défenseuse :  Moana Ballarini
- Meilleure réceptionneuse :  Senna Usić
- Meilleure passeuse :  Anna Manikowska
- Meilleure serveuse :  Jordan Larson
- Meilleure attaquante :  Yanan Yang

## Palmarès
| Classement         | Pays                 |
| ------------------ | -------------------- |
| Médaille d'or      | Chine                |
| Médaille d'argent  | Italie               |
| Médaille de bronze | Brésil               |
| 4e                 | États-Unis           |
| 5e                 | Croatie              |
| 6e                 | Thaïlande            |
| 7e                 | Russie               |
| 8e                 | Pologne              |
| 9e                 | Taïwan               |
| 10e                | République tchèque   |
| 11e                | Serbie-et-Monténégro |
| 12e                | Venezuela            |
| 13e                | Biélorussie          |
| 14e                | Égypte               |
| 15e                | Hongrie              |
| 16e                | Kenya                |